# 莱图什德佩里尼
莱图什德佩里尼（法語：Les Touches-de-Périgny，法語發音：[le tuʃ də peʁiɲi]）是法国滨海夏朗德省的一个市镇，位于该省东部，属于圣让当热利区。

## 地理
莱图什德佩里尼（45°54'8"N, 0°16'26"W）面积21.56 平方千米，位于法国新阿基坦大区滨海夏朗德省，该省份为法国西部滨海省份，北起旺代省，西临大西洋，南至吉倫特省，东南接多爾多涅省，东北接德塞夫勒省接壤，东临夏朗德省。
与莱图什德佩里尼接壤的市镇（或旧市镇、城区）包括：巴尼佐、克雷塞、日布尔讷、勒日克、古尔维莱特、安普、马塔。

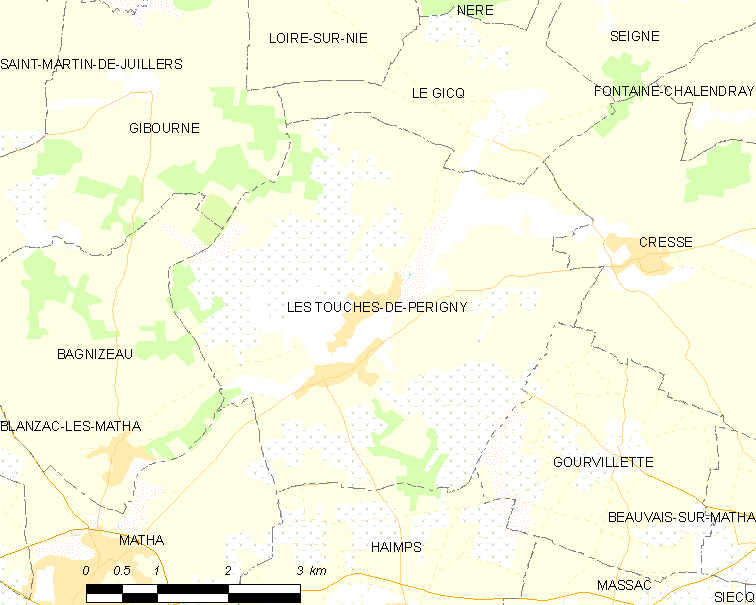
莱图什德佩里尼的OSM定位图

莱图什德佩里尼的时区为UTC+01:00、UTC+02:00（夏令时）。

## 行政
莱图什德佩里尼的邮政编码为17160，INSEE市镇编码为17451。

## 政治
莱图什德佩里尼所属的省级选区为马塔县。

## 人口

1962-2008年间莱图什德佩里尼人口变化图示

莱图什德佩里尼于2022年1月1日时的人口数量为544人。